# 新人文主义者
《新人文主义者》是一份由英国理性主义者协会（Rationalist Association）出版的季刊。该书以怀疑主义的角度关注文化、新闻、哲学和科学。

## 历史
《新人文主义者》由瓦茨（C. A. Watts）在1885年11月创立，原名《瓦茨文学指南》（Watts's Literary Guide）。它后来依次改名为《文学指南和理性主义评论》(The Literary Guide and Rationalist Review，1894-1954)、《人文主义者》（Humanist，1956-1971）和《新人文主义者》（New Humanist，1972年起）。